# Clubiona pupula
Clubiona pupula là một loài nhện trong họ Clubionidae.
Loài này thuộc chi Clubiona. Clubiona pupula được Tord Tamerlan Teodor Thorell miêu tả năm 1897.